# 修文殿御覽
《修文殿御覽》，初编纂名为《玄洲苑御覽》，后改名《壽聖堂御覽》，是北齊後主高緯時代官修的一部類書，仿《易經》编辑，以「大衍之數五十」分為五十五部，共三百六十卷。
當時左僕射祖珽獲後主信任，權傾中外，編纂《修文殿御覽》由祖珽建議，而起意則為中書監陽休之，據《北齊書‧陽休之傳》說他：「晚節說祖珽撰《御覽》。」可知，祖珽是聽取陽修之的獻謀而向後主高緯進行建議的。據《北齊書》第八卷〈後主本紀〉記載所知《修文殿御覽》敕撰之歲與告成之期。北齊後主高緯於武平三年（572年）二月接受祖珽建議开始编纂，初名《玄洲苑御覽》，后改称《壽聖堂御覽》，同年八月编成，敕付史閣，定名《修文殿御覽》。《隋書‧經籍志》子部雜家著錄有「《聖壽堂御覽》三百六十卷。」，即《修文殿御覽》，为同书异名。

## 考校
清光緒戊申年(1908年)，法國人伯希和從敦煌莫高窟石室中發現一唐人抄本類書殘卷。罗振玉于1911年率先将该卷公布于《国学季刊》，以之为《修文殿御览》之残存者。同年，刘师培于《国粹学报》第78期上发表《敦煌新出唐写本提要·古类书残卷之一》，亦以之为《修文殿御览》。罗氏于1913年又以珂罗版影印此卷于《鸣沙石室佚书》中，并撰提要予以详考。。该写卷为《修文殿御览》现存可考本，也是我国最早所见的敦煌写本之一。文本首尾残缺，存272行。为写卷录校的，有洪业《所谓修文殿御览者》、王三庆《敦煌类书》及黄维忠、郑炳林《敦煌本(修文殿御览)考释》。
直至1932年，洪業撰成《所謂修文殿御覽》一文，發表於《燕京學報》第十二期，始提出異議，認為這卷敦煌石室發現的殘本類書不是《修文殿御覽》，而可能是比它更早的《華林遍略》。并提出三點支撑理由：「二十年來，學者之重視所謂《修文殿御覽》者，蓋以其為類書之最古而僅可見者也。倘其誠為《華林遍略》也，則較《修文殿御覽》尤古，尤可貴。不必以其不為《修文殿御覽》為憾。」
關於洪業先生所提出的看法，亦有學者提出不同之意見。